# Імбецильність
Імбеци́льність (лат. imbecillus — слабкий) — середня стадія олігофренії — затримки психічного розвитку.
Мова та інші психічні функції слаборозвинені. Люди з імбецильністю не підлягають навчанню, непрацездатні, мова примітивна, аграматична, вони у змозі виголошувати нескладні фрази (словниковий запас 200—300 слів). На зміну обстановки дають неадекватну реакцію. Позбавлені ініціативи, інертні, наївні, легко розгублюються при зміні обстановки, потребують постійного нагляду і догляду, за несприятливого оточення поведінка може бути асоціальною.
Дуже часто людям з імбецильністю важко знайти будь-яку роботу. Але з розвитком технологій вони знаходять її у неважких галузях.